# NGC 2644
NGC 2644 (другие обозначения — UGC 4533, MCG 1-22-16, ZWG 32.52, KARA 279, IRAS08389+0509, PGC 24425) — спиральная галактика (Sc) в созвездии Гидры. Открыта Эдуардом Стефаном в 1877 году. Галактика удалена на 30 мегапарсек от Земли. Этот объект включили в число перечисленных в оригинальной редакции «Нового общего каталога». В 2019 году собираемые данные с телескопа Якобус Каптейн по этой галактике использовались в изучении тёмной материи.